# Petřvald (Karvinái járás)
Petřvald település Csehországban, a Karvinái járásban. Petřvald Havířov, Šenov, Ostrava, Orlová és Rychvald településekkel határos. Lakosainak száma 7407 fő (2024. január 1.).

## Népesség
A település lakosságának változását az alábbi diagram mutatja:
| Lakosok száma | 2503 | 5727 | 9375 | 9681 | 7382 | 7065 | 7126 | 7190 | 7460 | 7407 |
|               | 1869 | 1900 | 1921 | 1961 | 1980 | 2012 | 2016 | 2019 | 2021 | 2024 |